# Ripley s'amuse (roman)
Pour les articles homonymes, voir Ripley.
Ripley s'amuse (Ripley’s Game) est un roman policier de l’auteur américain Patricia Highsmith, publié en 1974.
Ce thriller psychologique est le troisième titre d'une série de cinq romans que Patricia Highsmith a consacrée au personnage de Tom Ripley.

## Résumé
Tom Ripley vit toujours dans sa belle propriété française de Belle Ombre avec sa femme Héloïse, quand Reeves Minot, un malfrat américain, lui demande comme une faveur de tuer quelqu’un pour lui.  Bien que la proposition soit assortie d’une somme rondelette, Tom, qui déteste commettre des meurtres à moins d’y être contraint, décline l'offre de Minot qui retourne à Hambourg. 
Peu après, Ripley propose à Minot d’embaucher pour le meurtre un certain Jonathan Trevanny, peintre assez déplaisant et sans envergure, qui a déjà eu l’outrecuidance d’insulter Tom publiquement, et qui, atteint d’une maladie incurable, s’inquiète de laisser sa femme et ses enfants dans l’indigence.  Minot invite Trevanny à Hambourg sous prétexte de consulter un médecin réputé, mais quand arrive le moment de discuter du meurtre, les deux hommes s’opposent sur la façon de le perpétrer. À Munich, où Trevanny voit un second médecin, Minot revient à la charge et propose cette fois à Trevanny d’utiliser un lacet étrangleur pour tuer sa victime, un ponte de la mafia, dans un train.  Trevanny choisit plutôt d’employer un revolver : il a l’idée qu’ainsi, après le meurtre, il pourra retourner l’arme contre lui avant que la police lui mette la main au collet. Le contrat est donc scellé.
Une fois qu’il connaît les détails de l’opération, Ripley, qui se sent un peu coupable d’avoir mis le peintre dans cette situation, propose à Trevanny son assistance, mais en insistant pour que Minot n’en sache rien.  
Quelque temps après, Simone, la femme de Trevanny, découvre le carnet d’un compte bancaire suisse où est inscrit une importante somme : elle exige des explications. Son mari, incapable de lui répondre, demande à Ripley de trouver une histoire plausible. Sur les entrefaites, Ripley apprend que la mafia soupçonne Minot d’avoir commandé l’assassinat du ponte. Minot doit d’ailleurs fuir la ville après la destruction par une bombe de sa maison. À Belle Ombre, Ripley reçoit, lui, des appels téléphoniques anonymes qui le poussent à envoyer Héloïse et Mme Annette, la bonne, dans un lieu sûr. Tom demande ensuite à Trevanny de lui prêter main-forte. Peu après, deux tueurs font leur apparition. Ripley les neutralise et les oblige à téléphoner à leur chef, à Milan, pour se disculper d’être le tueur choisi par Minot. Il assassine ensuite les deux tueurs. À ce moment, Simone débarque à  Belle Ombre pour obtenir ses explications et découvre les cadavres que Ripley et Trevanny brûlent dans leur propre voiture pour brouiller les pistes.  Mais quelques jours plus tard, Minot est capturé et, sous la torture, il révèle l’identité et l’adresse de Trevanny. Un quatuor de tueurs encercle bientôt la maison de Trevanny. L’un d’eux tire sur Ripley et atteint mortellement Trevanny qui meurt dans les bras de sa femme.

## Adaptations cinématographiques
- 1977 : L'Ami américain (Der Amerikanische Freund), film allemand de Wim Wenders, avec Dennis Hopper, Bruno Ganz, Lisa Kreuzer et Gérard Blain
- 2002 : Ripley's Game, film italo-anglo-américain de Liliana Cavani,  avec John Malkovich, Ray Winstone, Lena Headey et Dougray Scott